# Estação Monastirací

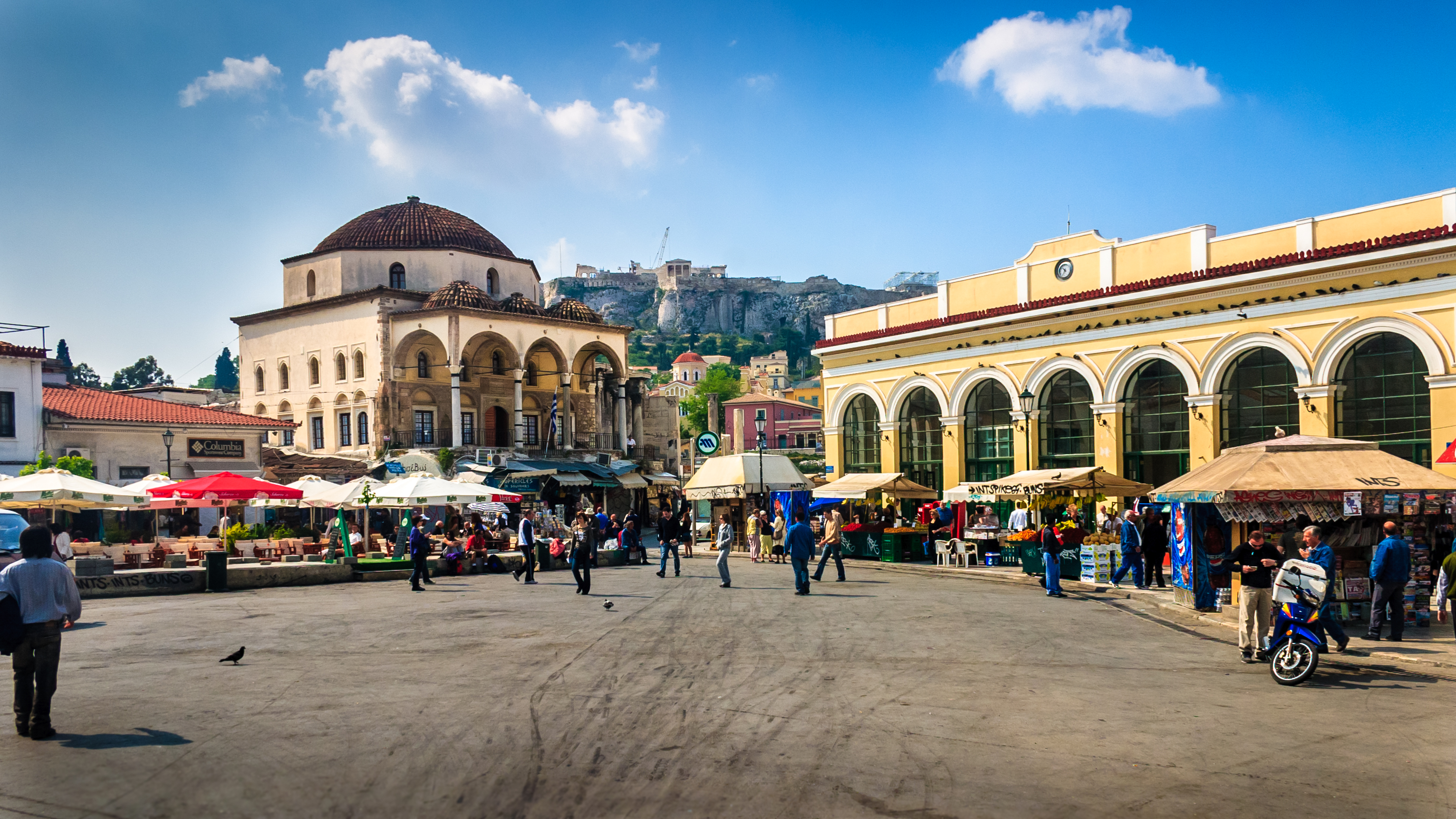
Praça e estação de Monastiraki

Monastirací ou Monastiraki é uma das estações de integração entre linhas do metro de Atenas (linha 1 e linha 3). Está situada dentro da estrada de ferro Athena-Piraeus e é a 3ª linha do metro de Atenas. Localizado a uma distância de 9069 metros da estação de metro "Piraeus".
A estação foi aberta em 17 de maio de 1895. Monastiraki tornou-se uma estação de integração quando em março de 2003, a 3ª linha do metro de Atenas foi aberta. A estação está localizada no território do mais antigo bairro histórico de Atenas - Plaka, que por sua vez está ao pé das encostas do norte e leste da Acrópole com labirintos de ruas estreitas e edifícios construídos no estilo neoclássico.